# Nguyễn Đình Ước
Nguyễn Đình Ước (1927–2010), bí danh Lê Khiêm, là một sĩ quan cấp cao trong Quân đội nhân dân Việt Nam, hàm Trung tướng, Phó Giáo sư, Tiến sĩ. Ông nguyên là Phó Tổng Biên tập Tạp chí Quốc phòng toàn dân, Phó Tư lệnh Chính trị kiêm Chủ nhiệm Chính trị Quân khu 4, Tổng Biên tập Báo Quân đội nhân dân, Viện trưởng Viện Lịch sử Quân sự Việt Nam.

## Thân thế và sự nghiệp
Nguyễn Đình Ước sinh tại xã Vũ Yển, huyện Thanh Ba, tỉnh Phú Thọ.  
Ông tham gia Cách mạng tháng 4 năm 1945, nhập ngũ tháng 9 năm 1945. 
Trong kháng chiến chống pháp, Nguyễn Đình Ước tham gia các chiến dịch Sông Thao, Đường số 4, Biên giới thu đông, đường 18, rồi đến Hòa Bình, Tây Bắc, Thượng Lào, Điện Biên Phủ, trưởng thành từ Chính trị viên đại đội (1945) đến Chính ủy Trung đoàn (1954). 
Sau một thời gian đảm nhiệm chức vụ Phó Chính ủy Trung đoàn Pháo binh 675, Chính ủy Trung đoàn 82, Sư đoàn 351, ông được Bộ Quốc phòng cử đi học đào tạo tại Học viện Chính trị Quân giải phóng nhân dân Trung Quốc.
Năm 1959, Nguyễn Đình Ước được bổ nhiệm các chức vụ Trưởng ban Tuyên huấn Bộ Tư lệnh Pháo binh
Năm 1961, ông được điều về làm Phó Tổng Biên tập thứ nhất Tạp chí Quân đội nhân dân (nay là Tạp chí Quốc phòng toàn dân). 
Năm 1965, ông sang làm Phó Tổng Biên tập thứ nhất Tạp chí Quân đội nhân dân
Năm 1974 Nguyễn Đình Ước làm Tổng Biên tập Báo Quân đội nhân dân.
Năm 1978, ông chuyển vào làm Phó Chính ủy kiêm phó Chủ nhiệm Chính trị Quân khu 4
Năm 1980, ông là Phó Tư lệnh Chính trị kiêm Chủ nhiệm Chính trị Quân khu 4
Năm 1984, Nguyễn Đình Ước về làm Phó Viện trưởng Viện Lịch sử Quân sự Việt Nam
Năm 1994, Nguyễn Đình Ước giữ chức Viện trưởng Viện Lịch sử Quân sự Việt Nam
Năm 1998, ông nghỉ hưu.
Năm 2010, ông mất.
Thiếu tướng (1984), Trung tướng (1994).

## Thành tích
- 2 Huân chương Quân công (hạng nhất, hạng ba)
- 4 Huân chương Chiến công (1 hạng nhất, 3 hạng ba )
- Huân  chương Chiến thắng hạng nhì
- Huân chương Kháng chiến hạng nhất
- 3 Huân chương Chiến sĩ vẻ vang (hạng nhất, nhì, ba)
- Huy chương Quân kỳ Quyết thắng
- Huy chương Vì sự nghiệp khoa học và công nghệ
- Huy hiệu 60 năm tuổi Đảng